# اقتحام البرلمان العراقي (2022)
اقتحام البرلمان العراقي أو كما أَطلق عليها مقتدى الصدر ثورة مُحرم الحرام أو ثورة عاشوراء هي احتجاجاتٌ اندلعت يوم 27 تموز/يوليو 2022 في العراق من قبل التيار الصدري، وبدأت بعد اختيار الإطار التنسيقي محمد شياع السوداني مرشحاً لرئاسة الوزراء، وعلى إثر ذلك اقتحمَ متظاهرون بدعوى من الصدر مجلس النواب لعرقلة جلسات البرلمان وعدم اختيار السوداني. تصاعدت حدّة التوترات في أواخرِ آب/أغسطس وتحوَّلت لاشتباكاتٍ بعضها مسلّح ما خلَّف 30 قتيلًا على الأقل ونحو 700 جريح، وانتهى الاقتحام حينما طالبَ مقتدى الصدر صباح الثلاثين من آب/أغسطس في خطابٍ متلفزٍ أنصاره بالانسحاب الفوري من أمام البرلمان وإلغاء اعتصامهم.

## التسمية
سُميّت هذه الاحتجاجات بـ «محرم الحرام» و«ثورة عاشوراء» و«ثورة الإصلاح». كانَ مسمّى «ثورة محرم الحرام» من بين الأسماء الأكثر شهرة وانتشارًا في صفوف التيار الصدري بعدما أطلقَ الاسم مقتدى الصدر في سلسلة تغريداتٍ له موقع تويتر مشبهًا ما يجري «بثورة الإمام الحسين في شهر محرم الحرام».

## خلفيّة
قامَ متظاهرون يتبعون التيار الصدري في منتصفِ آب/أغسطس باقتحامِ المنطقة الخضراء والاعتصام فيها، كما توجَّه عددٌ منهم صوبَ مجلس النواب العراقي بنيّة الاعتصام فيه اعتصامًا مفتوحًا.
بتاريخِ الثالث والعشرين من آب/أغسطس تجمَّع وتجمهرَ متظاهرو التيار الصدري أمام مبنى مجلس القضاء الأعلى مطالبين بإقالة رئيس القضاء الأعلى وذلك بعد أن قدموا بحسبهم ورقَة مطالب لمجلس القضاء الأعلى ولم يتمّ الاستجابة لها. مباشرةً بعد بدايةِ الاعتصام، قامَ المجلس بتعليق جميع أعماله والمحاكِم التابعة له احتجاجًا على التظاهرات أمام مبنى المجلس.
عقب ذلك أصدر القضاء العراقي في اليوم ذاته مذكرة إلقاء قبض بحق شخصيات تابعة للتيار الصدري بتهمة التحريض على قتل القضاة بمن فيهم صباح الساعدي.

## الاقتحام

### بداية الأزمة
أعلنَ مقتدى الصدر مع انتصافِ يوم التاسع والعشرين من آب/أغسطس اعتزاله النهائي عالَم السياسة، كما أعلنَ غلق كافّة المؤسسات باستثناء مرقد محمد صادق الصدر والمتحف الشريف وهيئة تراث آل الصدر، كما أُغلقَت في نفس وقت الإعلان الصفحات التابعة للصدر على مواقع التواصل الاجتماعي. بدأ بعدها أنصار التيّار الصدري في البرلمان محاولة اجتياز الحاجز الأمني والتوجّه صوبَ الجسر المعلَّق، في الوقتِ الذي دعت فيهِ القوات الأمنية العراقيّة المتظاهرين إلى «الانسحاب الفوري من داخل المنطقة الخضراء» ومؤكّدة على «أنها ستقوم بواجبها في حماية الأمن والاستقرار وحماية المؤسسات الحكومية والبعثات الدوليّة».
نجحَ أنصار التيار الصدري في حوالي الثالثة مساءً (بتوقيت العراق) في اختراقِ جدار حماية البرلمان العراقي، حيثُ أسقطوا كتلًا خرسانيّة وغيرها. مباشرةً بعد ذلك أعلنت قيادة العمليات المشتركة في العراق حظر التجول الشامل في العاصِمة بغداد اعتبارًا من الساعة الثالثة والنصف، ومع ذلك فقد استمرَّ أنصار التيار الصدري في اقتحامِ القصر الجمهوري داخل المنطقة الخضراء. صدرَ بيانٌ لرئيس الحكومة العراقية يُعلن فيهِ تعليق مجلس الوزراء لجلساته إلى إشعار آخر بسبب دخول متظاهرين لمقر المجلس.
تمكّنت القوات الأمنية العراقية بعد نحو نصف ساعةٍ من بدء سريان حظر التجوال في غلقِ جسري الجمهورية و‌السنك وسط العاصمةِ كما أغلقت الطريق المؤدي إلى التلفزيون الحكومي. أعلنَ رئيس الوزراء العراقي بعدها حالة الإنذار القصوى لكل القوات الأمنية في العاصِمة. نشرت وسائل إعلام محلية وعربية صورًا وفيديوهاتٍ أظهرت قوات الأمن العراقية وهي تُحاول عبرَ قنابل الغاز المسيل للدموع تفريق أنصار الصدر الذين كانوا يُحاولون دخول مقر الإقامة بالقصر الجمهوري. على الجانب المقابل فقدَ أغلقَ أنصار التيار الصدري مقر مبنى محافظة ذي قار في مدينة الناصرية، كما حاصروا محكمة الاستئناف بمحافظة ميسان الاتحاديّة.

### المواجهات المسلحة
سُمعَ بعد الرابعة مساءً صوتُ إطلاق نار كثيف داخل المنطقة الخضراء في بغداد، في الوقتِ الذي نشرت فيهِ قيادة العمليات المشتركة العراقية بيانًا جديدًا أعلنت فيهِ حظر التجوال الشامل في جميع المحافظات اعتبارًا من الساعة السابعة مساءً، أمّا الرئيس العراقي برهم صالح فقد دعا المتظاهرين «للانسحابِ من المؤسسات الرسمية وفسح المجال أمام القوات الأمنية للقيام بواجبها». بدأت أعدادٌ كبيرةٌ من أنصارِ الصدر بالانسحابِ من المنطقة الخضراء في بغداد بعد حوالي السادسة والنصف فيما ظلَّ صوتُ الطلقات الناريّة يُسمع من وقتٍ لآخر بحسبِ مراسلين كانوا في عينِ المكان.
بدأَ في تمامِ الساعة السابعة مساءً سريان حظر التجوال الشامل في جميع المحافظات العراقية وتجدَّدَ إطلاق النار قُرب المنطقة الخضراء. دعا الإطار التنسيقي التيار الصدري العودة إلى طاولة الحوار، مؤكّدًا أنّه «لا يُمكن الوقوف على الحياد حينما تتعرض مؤسسات الدولة للاعتداء وللانهيار»، كما طالبَ الحكومة والمؤسسات الأمنية القيام بحماية مؤسسات الدولة والمصالح العامة والخاصة مُضيفًا أنّه يجبُ «وضع حلول عملية وواقعية تعتمد الدستور والقانون ولغة الحوار أساسًا لحل الأزمة». ذكرت مصادر أمنيّة أنّ أنصار الصدر ورغمَ بدء سريان الحظر الشامل فقد أصرّوا على إغلاق مداخل ميناء أم قصر بالبصرة، كما اقتحموا مكتب مجلس النواب في محافظة كربلاء.
تجدَّد إطلاق النار في العاصمة العراقية، في الوقتِ الذي ذكرت فيه مصادر طبية عراقية وقوع «10 قتلى و200 جريح بينهم عددٌ من أفراد الأمن». اندلعت بعدَ العاشرة مساءً اشتباكاتٌ بالأسلحة الخفيفة والمتوسطة داخل المنطقة الخضراء، وسُمعت بعدها بدقائق صافرات الإنذار وهي تدوي في السفارة الأمريكية في بغداد بعد سقوط قذيفة هاون قربها. زادت حدّة الاشتباكات حينما سُمعت دوي 4 انفجارات في المنطقة الخضراء، وعلى إثر ذلك أُخلي مقر السفارة الهولندية – المتواجدِ في المنطقة الخضراء – ونُقلَ الموظفون للسفارة الألمانية. أقدمَ متظاهرون من أتباع التيار الصدري في وقتٍ متأخرٍ على إضرامِ النار في مقر لحزب الدعوة وآخر لتيار الحكمة في حي الزعفرانية جنوبي العاصِمة.
نقلت وسائل إعلام عربيّة عن مفاوضاتٍ انطلقت بين مسؤولين حكوميين وقادة في الإطار التنسيقي والتيار الصدري لبحثِ التوصّل إلى اتفاق يفضي إلى وقف إطلاق النار في المنطقة الخضراء.

### انتهاء الأزمة
وجَّه مقتدى الصدر صباح الـ 30 من آب/أغسطس خطابًا متلفزًا أمر فيه أنصاره بالانسحاب الفوري من أمام البرلمان وإلغاء اعتصامهم، وأمهلهم ساعة واحدة للانسحاب التام، مقدما اعتذاره للشعب العراقي الذي اعتبره «المتضرر الكبير مما يجري»، ووصف الصدر مظاهرات أتباعه بأنها «ثورة بائسة»، كما أثنى على الحشد الشعبي، وقدم اعتذاره إلى الشعب العراقي عمّا حدث خلال اليومين الماضيين من «عنف مسلح».
من جانبه قال رئيس الوزراء مصطفى الكاظمي إن «كلمة الصدر تحمّل الجميع مسؤولية أخلاقية ووطنية بالتوقف عن التصعيد السياسي والأمني وبدء حوار سريع»، وأضاف أن «دعوة مقتدى الصدر لوقف العنف تمثل أعلى مستويات الوطنية والحرص على حفظ الدم العراقي».

## الضحايا
أعلنت مصادر طبيّة عراقيّة بحلول الثامنة من مساء يوم التاسع والعشرين من آب/أغسطس عن وقوعِ 10 قتلى و200 جريح بينهم عددٌ من أفراد الأمن وذلك بعد اندلاعِ اشتباكاتٍ خفيفة ومتوسّطة في المنطقة الخضراء ومحيطها وأماكن متفّرقة أخرى قليلة. انتشرت على الإنترنت فيديوهات تُظهر مسلّحين وهم يُطلقون الرصاص بشكل عشوائي، كما صوَّرت فيديوهاتٌ أخرى أصواتًا لإطلاق النيران بشكل كثيف بعد بدء سريان حظر التجوال في الثالثة مساءً في العاصِمة وبعد السابعة مساءً في كلّ المحافظات.
فعَّلت السفارة الأمريكية في العاصِمة بغداد منظومة الدفاع الجوي مرتين فجر الثلاثين من آب/أغسطس، وأكّدت خلية الإعلام الأمني في العراق تعرُّضَ المنطقة الخضراء لقصفٍ بأربعِ صواريخٍ أسفرت عن أضرارٍ في مجمّع سكني. تحدثت مصادرٌ عن إنزالٍ جويّ عبر طائراتٍ لقناصين على أسطح مباني المنطقة الخضراء، لكنّ خلية الإعلام الأمني نفت ذلك. تجدَّدت المواجهات المسلّحة في محيط البرلمان، كما دفعَ الجيش العراقي بتعزيزات عسكرية في محيط المنطقة الخضراء. نجمَ عن المواجهات إصاباتٌ عديدة تعاملت معها الأطقم الطبيّة في المنطقة، وأعلنَ مصدرٌ طبي عراقي عن ارتفاعِ عدد قتلى المواجهات داخل المنطقة الخضراء إلى 30 قتيلًا وأُصيبَ 700 آخرون بجروح متفاوتة الخطورة منذ بداية الاقتحام إلى نهايتهِ بينهم 110 من أفراد القوات الأمنيّة والباقي من المتظاهرين.

## تبعات
اندلعت في ساعاتٍ مبكّرةٍ من يوم الأول من أيلول/سبتمبر اشتباكاتٌ مسلّحةٌ في مدينة البصرة بين مسلحين مؤيدين للتيار الصدري (سرايا السلام) وآخرين من أتباع عصائب أهل الحق. وجَّه محافظ البصرة القوات الأمنية بالانتشار ومنع حركة المسلحين، لكنّ الاشتباكات استمرَّت ووصلت حتى منطقة القصور الرئاسية. هدأَ الوضعُ بعد أزيد من نصفِ ساعة من الاشتباكات وأكَّدَ محافظ المدينة أنَّ «الوضع تحت السيطرة وجرى احتواء الاشتباكات»، وهو نفس ما أكّدته خلية الإعلام الأمني في بيانها التي ذكرت فيهِ أنَّ «الأوضاع الأمنية في البصرة مُسَيطرٌ عليها وهدوء تام يسود المدينة». ألقت القوات الأمنية القبض على عددٍ من المشتبه بهم وباشرت بحسبِ خليّة الإعلام «القيام بواجباتها في حقّهم».

## ردود الفعل

### محليًا
- ائتلاف الوطنية: نحذر من مخاطر تصاعد وتيرة الصراعات السياسية وأي تدخل خارجي في العراق، وندعو الأطراف السياسية كافة إلى تغليب منطق الحكمة والتهدئة والشعور بالمسؤولية الوطنية كما نؤكّد على أنّ لا سبيل للحل إلّا بالحوار الوطني الجامع لكل الفعاليات على قاعدة الوطنية والمواطنة.[71]
- ائتلاف النصر: ندعو إلى التهدئة وضبط النفس وعدم الانجرار خلف الفتن التي أقْبَلت، كما وندعو العراقيين إلى التكاتف ومنع التجاوزات على الحقوق الخاصة والعامة.[72]
- تحالف السيادة: نؤكّد حرصنا على السلم المجتمعي بين حميع القوى الفاعلة، وندعمُ حوارًا حقيقيًا يؤسّس لمرحلة جديدة تعيد للعراق مكانته.[73]
- رئيس إقليم كردستان العراق: ندعو الأطراف كافة إلى ضبط النفس وألا تسمح بانفلات الوضع عن السيطرة أكثر مما هو عليه.[74]
- رئيس هيئة الحشد الشعبي: أناشد كل الأطراف التصرف بمسؤولية تجاه العراق وأمنه.
- ائتلاف الفتح: ندعو للتهدئة وأناشد جميع الأطراف التوقف عن استخدام السلاح.[75]

### دوليًا
- الرئاسة المصريّة: أكّد الرئيس المصري في اتصالٍ مع نظيره العراقي على ضرورة الالتزام بالحوار ووضع مصلحة العراق فوقَ أيّ اعتبار.[76]
- سفارة دولة الكويت في بغداد: نحثُّ الرعايا الكويتيين على مغادرة العراق.[77]
- الخارجية الإيرانيّة: الطريقة الوحيدة لتخطي الظروف التي يشهدها العراق هو الحوار والاعتماد على الدستور العراقي.[78]
- البيت الأبيض: التقارير بشأن الاضطرابات في العراق مزعجة والوقت الآن للحوار وليس للمواجهة.[79]
  - السفارة الأمريكية في العراق: يجب عدم تعريض أمن العراق واستقراره وسيادته للخطر وحان الوقت للحوار لحل الخلافات.[80]
- القائم بأعمال السفارة البريطانية في بغداد: قلقون من الأحداث التي يشهدها العراق خاصّة الأنباء عن وقوع ضحايا.[81]
- السفير الكندي في بغداد: أشعرُ بالقلق الشديد بسبب الاشتباكات التي أندلعت في أنحاء العراق هذا المساء.[82]
- الخارجية التركية: التطورات في بغداد باتت تهدد استقرار العراق ووحدته وأمنه. ندعو جميع الأطراف في العراق إلى ضبط النفس وحل النزاعات عبر الحوار.[83]
- الخارجيّة الفرنسية: دعت فرنسا أطراف النزاع إلى التهدئة، وقالت في بيان لوزارة خارجيتها إنّها «تشعر بقلق بالغ إزاء الأحداث الجارية في بغداد وفي العديد من المحافظات، والتي أوقعت العديد من الضحايا». وأنّها «تدعو الأطراف إلى ممارسة أقصى درجات ضبط النفس، وتطالبهم بتحمّل المسؤولية ووقف الاشتباكات الدامية على الفور». ودعت «جميع القادة السياسيين العراقيين إلى إعادة تأكيد تمسّكهم بالإطار الدستوري العراقي واحترام نزاهة المؤسسات العراقية التي يجب أن تعمل دون عوائق». وشدّد البيان على «ضرورة أن ينخرط جميع الفاعلين السياسيين العراقيين في حوار وطني حقيقي وبنّاء ويخدم مصلحة الشعب العراقي لتلبية تطلّعاته إلى السلام والاستقرار والأمن».[84]